# Patricia Jost
Patricia Jost (* 23. Dezember 1993 in Brig) ist eine ehemalige Schweizer Biathletin.
Sie startete für den Skiclub Obergoms und wechselte 2009 nach Anfängen im Skilanglauf zum Biathlon. 2012 war sie am Sieg der Frauenstaffel bei den nationalen Meisterschaften im Skilanglauf beteiligt. Ihren grössten internationalen Erfolg feierte sie als Juniorin mit dem Titelgewinn in der Verfolgung der Biathlon-Europameisterschaften 2013.

## Karriere

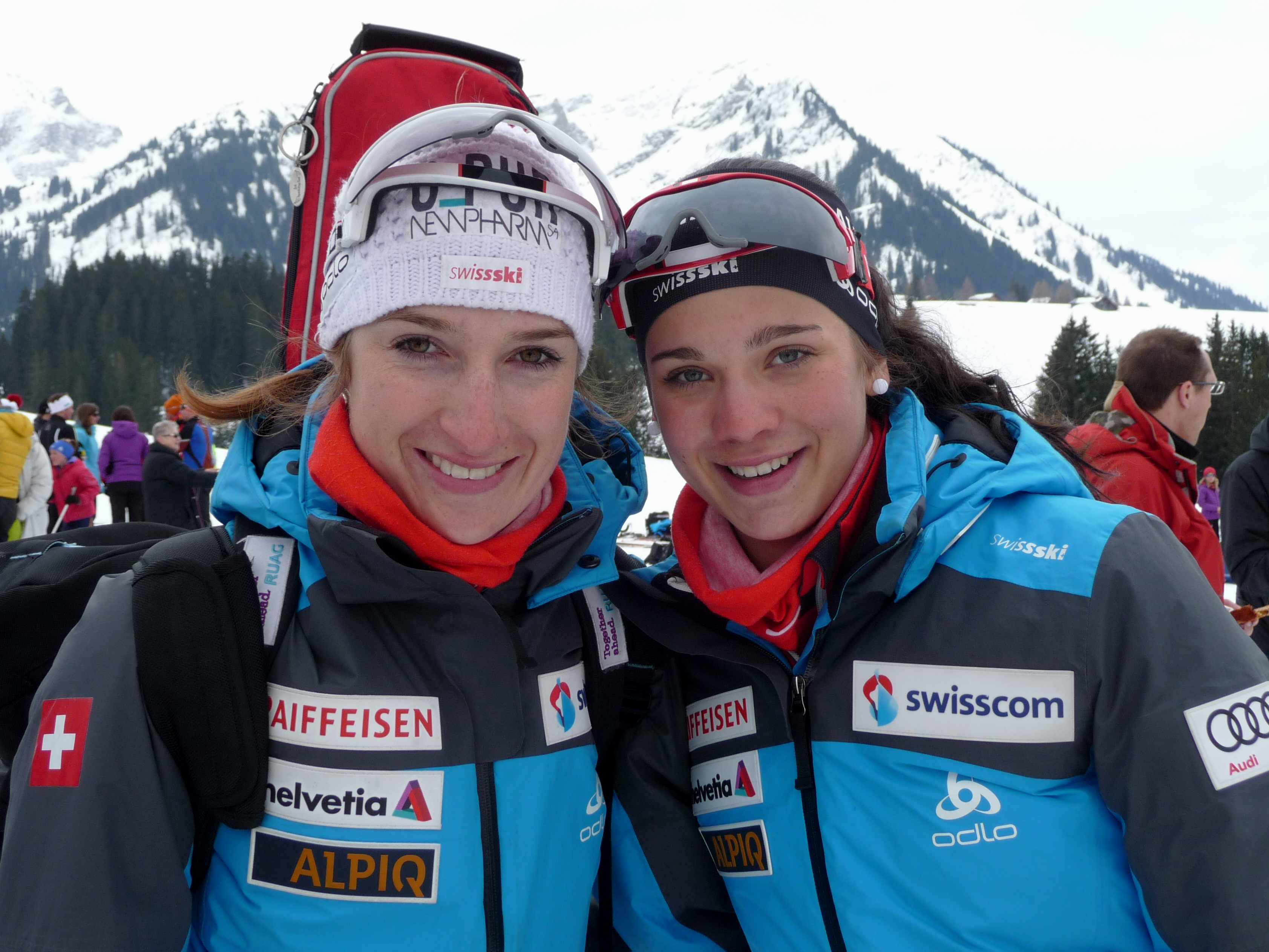
Patricia Jost (rechts) mit Flurina Volken bei den Schweizer Meisterschaften in La Lécherette, März 2013

Patricia Jost begann ihren sportlichen Werdegang im Skilanglauf und wurde in der Saison 2008/2009 nationale Vizemeisterin der unter 16-Jährigen (U16). In derselben Altersklasse erreichte sie den vierten Gesamtrang der Wettkampfserie Helvetia Nordic Trophy für Nachwuchssportler. Zur Folgesaison wechselte sie zum Biathlonsport und wurde nach drei Siegen im RWS Swiss-Cup in das C-Kader Jugend des Verbandes Swiss-Ski aufgenommen. Nach weiteren Erfolgen im RWS Swiss-Cup in der Saison 2010/2011 nahm sie Ende Februar 2011 am Europäischen Olympischen Jugendfestival in Liberec teil und schaffte als bestes Resultat Rang 11 im Einzel. In derselben Disziplin feierte sie am 10. März 2011 ihr Debüt im IBU-Cup in Annecy-Le Grand-Bornand mit Platz 42. Im Sprint- und Verfolgungsrennen lief sie auf den Rängen 33 und 28 ins Ziel. Ende März 2011 wurde sie zudem Schweizer Jugendmeisterin im Sprint und Massenstart und gewann die Gesamtwertung im RWS Swiss-Cup. Nach Saisonende stieg sie in das C-Kader der Juniorinnen auf.
Nachdem Jost Mitte Dezember 2011 den zweiten Sprint beim Alpencup in Pokljuka für sich hatte entscheiden können, erreichte sie nach dem Jahreswechsel bei den Junioreneuropameisterschaften in Osrblie drei Top-20-Platzierungen in Einzel, Sprint und Verfolgung. An der Seite von Elisa Gasparin, Gaspard Cuenot und Kevin Russi kam sie darüber hinaus mit der Schweizer Mixed-Staffel auf Rang fünf. Ende Februar 2012 musste sie zum Auftakt der Juniorenweltmeisterschaften in Kontiolahti sowohl im Einzelwettkampf als auch im Staffelrennen krankheitsbedingt pausieren. In Sprint und Verfolgung errang sie später die Plätze 33 und 26. Nach den guten Leistungen bei den vorangegangenen Titelkämpfen qualifizierte sich Jost für die Weltmeisterschaften in Ruhpolding, obwohl sie zuvor noch nie ein Weltcup-Rennen bestritten hatte. Der Verband nominierte die 18-Jährige zusammen mit den beiden Juniorinnen Elisa Gasparin und Irene Cadurisch neben der etablierten Teamkollegin Selina Gasparin aus strategischen Gründen, um die Ausgangslage für die angestrebte Erhöhung der Startplatzkontingente bei den Olympischen Winterspielen 2014 in Sotschi zu verbessern. Im ersten WM-Rennen ihrer Karriere belegte Jost am 3. März 2012 mit fünf Schiessfehlern Rang 103 im Sprint. Vier Tage danach beendete sie das Einzel mit zwei Fehlern im stehenden Anschlag auf Platz 74. Als Schlussläuferin der ersten Schweizer Frauenstaffel bei einer Grossveranstaltung wurde sie als 21. von 26 gestarteten Nationen wegen Überrundung aus dem Rennen genommen. Zum Saisonabschluss verteidigte sie ihre Jugendtitel im Sprint und Massenstart bei den Schweizer Meisterschaften und siegte am 1. April 2012 bei den nationalen Titelkämpfen im Skilanglauf in Realp gemeinsam mit Michèle Garbely und Flurina Volken in der 3 × 5-km-Staffel. Zwei Tage zuvor hatte sie bereits den Titel im Sprint der U20-Frauen gewonnen.
Im November 2012 erhielt Jost den Oberwalliser Sport Award als Nachwuchssportlerin des Jahres. Ausserdem wurde sie in der Kategorie Mannschaft für den Schweizer Meistertitel der Skilanglaufstaffel des SC Obergoms ausgezeichnet.
Beim IBU-Cup im norwegischen Beitostølen gelang ihr am 1. Dezember 2012 mit Platz 25 im Sprintrennen das bislang beste Resultat in der kontinentalen Wettkampfserie. Nach überstandener Krankheit stieg sie Anfang Januar 2013 in den Weltcup ein und kam mit der Schweizer Frauenstaffel in Oberhof und Ruhpolding auf die Ränge 15 und 17. Im Sprint von Oberhof belegte sie als Ersatzläuferin für die erkrankte Elisa Gasparin den 71. Platz. Zum Auftakt der Juniorenweltmeisterschaften in Obertilliach wurde sie Ende Januar 2013 jeweils 19. im Sprint und in der Verfolgung. Trotz vier Schiessfehlern steigerte sie sich im Einzelrennen auf Rang 11 und erkämpfte als Schlussläuferin der Staffel neben Ladina Meier-Ruge und Aita Gasparin Platz fünf mit etwa 22 Sekunden Rückstand auf die Medaillenränge. Daraufhin wurde sie wie im Vorjahr für die Weltmeisterschaften aufgeboten. Dort erreichte sie im Sprint, im Einzel und mit der Frauenstaffel die Ränge 86, 65 und 13. Eine Woche später gewann sie nach Platz sechs im Sprint der Juniorinnen bei den Europameisterschaften in Bansko in der anschliessenden Verfolgung den ersten internationalen Titel einer Schweizer Biathletin. Am 10. März 2013 lief sie beim 45. Engadin Skimarathon in der Altersklasse U20 auf Platz drei und in der Gesamtwertung auf Rang 23 von 1900 klassierten Frauen. Zum Ende der Saison wurde sie bei den Schweizer Meisterschaften doppelte Vizemeisterin und als erste Juniorin in das B-Kader aufgenommen.
Nach einer zwei Jahre andauernden Schambeinentzündung beendete Jost im Juli 2015 ihre sportliche Laufbahn.

## Persönliches

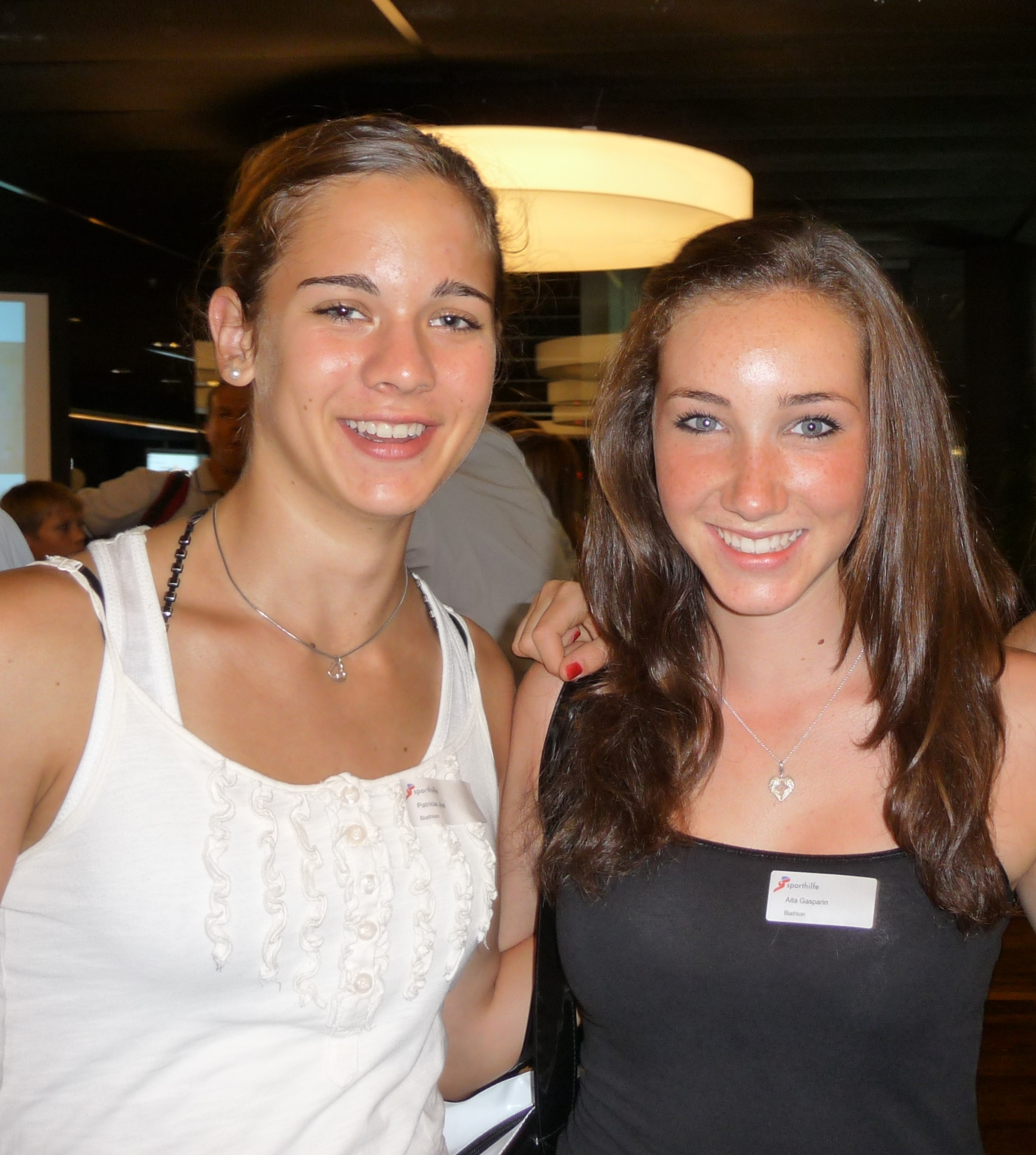
Patricia Jost (links) mit Aita Gasparin in Bern, August 2011

Patricia Jost lebt in der Ortschaft Reckingen im Kanton Wallis. Sie erwarb an der Sportschule Kollegium Brig das Handelsdiplom und legte 2014 die Matura ab. Nach dem Karriereende nahm sie das Studium der Wirtschaft in Bern auf. Ihr jüngerer Cousin Sebastian Jost (* 1994) ist ebenfalls Biathlet.

## Weltcupstatistik
Die Tabelle zeigt alle Platzierungen (je nach Austragungsjahr einschliesslich Olympische Spiele und Weltmeisterschaften).
- 1.–3. Platz: Anzahl der Podiumsplatzierungen
- Top 10: Anzahl der Platzierungen unter den ersten zehn (einschliesslich Podium)
- Punkteränge: Anzahl der Platzierungen innerhalb der Punkteränge (einschliesslich Podium und Top 10)
- Starts: Anzahl gelaufener Rennen in der jeweiligen Disziplin

| Platzierung         | Einzel | Sprint | Verfolgung | Massenstart | Staffel | Gesamt |
| ------------------- | ------ | ------ | ---------- | ----------- | ------- | ------ |
| 1. Platz            |        |        |            |             |         |        |
| 2. Platz            |        |        |            |             |         |        |
| 3. Platz            |        |        |            |             |         |        |
| Top 10              |        |        |            |             |         |        |
| Punkteränge         |        |        |            |             | 5       | 5      |
| Starts              | 2      | 3      |            |             | 5       | 10     |
| Stand: Karriereende |        |        |            |             |         |        |